# Porosaari (ö i Finland, Norra Österbotten, Koillismaa, lat 65,92, long 29,31)
Porosaari eller Liemusaari är en ö i Finland. Den ligger i sjön Kuusamojärvi och i kommunen Kuusamo i den ekonomiska regionen  Koillismaa ekonomiska region  och landskapet Norra Österbotten, i den nordöstra delen av landet, 700 km norr om huvudstaden Helsingfors. Öns area är 1,98 kvadratkilometer och dess största längd är 4,1 kilometer i sydöst-nordvästlig riktning.